# Bandera de Nigeria
La bandera nacional de Nigeria es el emblema nacional de Nigeria desde la creación del país el 1 de octubre de 1960. Está formada por tres bandas verticales iguales, las exteriores de color verde y la interior de color blanco. Es similar a la de Rodesia, y el territorio australiano de la Isla Norfolk.

## Historia
En 1959 se organizó un concurso para diseñar la futura bandera de Nigeria. Se presentaron 2.870 proyectos y el del estudiante de Ibadán Michael Taiwo Akinkunmi fue el ganador.

## Simbología
El verde representa las selvas y tierra vírgenes de Nigeria, el blanco simboliza la paz y la unidad

## Dimensiones
La bandera es dos veces más larga que ancha. Las dimensiones oficialmente consignadas son:
|         | Largo  | Ancho  |
| ------- | ------ | ------ |
| Grande  | 2,45 m | 1,20 m |
| Media   | 1,85 m | 0,90 m |
| Pequeña | 1,25 m | 0,60 m |

## Otras banderas

Bandera del Presidente de Nigeria (como comandante en jefe de las Fuerzas Armadas)
Bandera de las Fuerzas de Defensa de Nigeria
Bandera de la Fuerza Aérea de Nigeria
Pabellón civil
Pabellón del Gobierno de Nigeria
Pabellón naval
Pabellón naval de Nigeria (1960-1998)
Propuesta original de Akinkunmi
Estandarte Presidencial de Nigeria

## Banderas históricas

Bandera de la Compañía Real de Níger (1879-1900)
Bandera de la Compañía Real de Níger (1879-1900)
Bandera del África Occidental Británica (1870-1888)
Bandera de la Colonia de Lagos (1886-1906)
Bandera del Protectorado del Delta Nigerino (1884-1893)
Bandera del Protectorado de la costa de Níger (1884-1893)
Bandera del Protectorado del Norte de Nigeria (1900-1914)
Bandera del Protectorado del Sur de Nigeria (1900-1914)
Bandera de la Colonia y Protectorado de Nigeria (1914-1952)
Bandera de la Colonia y Protectorado de Nigeria (1952-1960)
Estandarte Presidencial de Nigeria (1963)
Bandera Estatal de Nigeria